# Rolf Presthus
Rolf Presthus (ur. 29 lipca 1936 w Oslo, zm. 1 stycznia 1988 tamże) – norweski polityk i prawnik, działacz partii Høyre i jej przewodniczący w latach 1986–1988, deputowany oraz minister.

## Życiorys
Ukończył studia prawnicze, pracował m.in. w norweskiej dyrekcji do spraw cen i jako asystent sędziego, a w 1968 podjął prywatną praktykę prawniczą. Działał w konserwatywnej młodzieżówce Unge Høyre, był m.in. pierwszym wiceprzewodniczącym tej organizacji (1961–1963). W 1959 zasiadł w radzie gminy Oppegård, w latach 1967–1969 sprawował urząd burmistrza. Między 1963 a 1971 był radnym okręgu Akershus.
W kadencjach 1961–1965 i 1965–1969 był zastępcą poselskim. W 1969 po raz pierwszy wybrany na deputowanego do Stortingu, uzyskiwał reelekcję w czterech kolejnych wyborach, zasiadając w norweskim parlamencie do czasu swojej śmierci. Od 1966 obejmował różne funkcje w centralnych organach Partii Konserwatywnej.
Był członkiem rządów, którymi kierował Kåre Willoch. Zajmował stanowiska ministra finansów (od stycznia 1981 do kwietnia 1986) oraz ministra obrony (od kwietnia do maja 1986). W kwietniu 1986 wybrany na przewodniczącego swojej partii. Jesienią 1987 zapowiedział swoją rezygnację, zmarł przed powołaniem swojego następcy na skutek krwotoku śródmózgowego.